# Strmac
Strmac är en ort i Kroatien.   Den ligger i länet Istrien, i den västra delen av landet, 160 km sydväst om huvudstaden Zagreb. Strmac ligger 302 meter över havet och antalet invånare är 454.
Terrängen runt Strmac är huvudsakligen kuperad, men den allra närmaste omgivningen är platt.  Närmaste större samhälle är Labin, 2,7 km söder om Strmac. I omgivningarna runt Strmac växer i huvudsak blandskog.